# Yobes Ondieki
Yobes Ondieki  (Kisii, Nyanza, 21 de fevereiro de 1961) foi um atleta queniano campeão dos 5000 metros no Campeonato Mundial de Atletismo de 1991 em Tóquio.
Foi o primeiro homem no mundo a correr os 10000 metros abaixo de 27 minutos.
Detentor por vários anos do recorde queniano dos 5.000 m (13:01), feito importante pela quantidade e qualidade dos atletas de fundo do Quênia, Ondieki , conhecido por sua dedicação a treinos sempre em ritmos fortes mas sem possuir grande aceleração na chegada, participou dos Jogos Olímpicos de 1988 e 1992 sem obter sucesso. 
Seu feito histórico seria alcançado em 1993, quando participou dos 10.000 m no Meeting de Atletismo de Bislett, em Oslo, na Noruega, e completou a corrida em 26m57s, quebrando o recorde mundial da prova e a marca de 27 minutos para a distância.
Ondieki casou-se em 1990 com a maratonista australiana Lisa Martin, medalha de prata nos Jogos de Seul, com quem teve uma filha, divorciando-se poucos anos depois de abandonar o atletismo.